# 三木太郎
三木 太郎（みき たろう、1933年 - 2002年2月15日）は、日本の歴史学者。駒澤大学名誉教授。専門は日本古代史。

## 来歴
東京都出身。駒澤大学高等学校（1期生）、駒澤大学文学部地理歴史学科卒業。1956年、駒澤大学高校の教諭（日本史）に着任
。
その後、駒澤大学北海道教養部教授に就任。
2002年2月15日、脳出血のため北海道岩見沢市の自宅で死去。

## 著書
- 「魏志倭人伝の世界」吉川弘文館　1979.10
- 「倭人伝の用語の研究」多賀出版　1984.1
- 「邪馬台国研究事典 1 文献史料」新人物往来社　1988.2
- 「文献目録 1 編年篇,2 人名篇」渡辺三男監修　新人物往来社　1989
- 「邪馬台国研究事典 3 文献目録 1 編年篇」新人物往来社　1989.1
- 「邪馬台国研究事典 4 文献目録 2 人名篇」新人物往来社　1989.7
- 「三角縁神獣鏡Q&A」三木太郎移動フォーラム　1992.3
- 「古鏡銘文集成 日本古代史研究要覧」新人物往来社　1998.7

### 論文
- CiNii>